# ماکدو د کاوالیروس
شهر ماکدو د کاوالیروس (به پرتغالی: Macedo de Cavaleiros) در ماکدو د کاوالیروس در کشور پرتغال واقع شده‌است. جمعیت این شهر ۷٬۸۰۰ نفر است. در تاریخ ۲۴ ژوئن ۱۹۹۹ به عنوان شهر شناخته شد.